# Claude d'Yd
Claude d'Yd, nom de scène de Raymond Jean Claude Perret, est un acteur français, né le 16 septembre 1922 à Paris 4e (Seine) et mort le 25 septembre 2009 à Saint-Maurice (Val-de-Marne).

## Biographie
Claude d'Yd est le fils du comédien Jean d'Yd (1880-1964).
Spécialisé dans le doublage, sa voix caractéristique est très souvent associée à l'acteur américain William Devane (Côte Ouest). Il double également un personnage important de la série télévisée Hercule Poirot dans sa version française : l'Inspecteur Japp.

## Théâtre
- 1944 : Emily Brontë de Madame Simone, mise en scène Gaston Baty, théâtre Montparnasse.
- 1945 : Un ami viendra ce soir d'Yvan Noé et Jacques Companeez, mise en scène Jean Wall, théâtre de Paris.
- 1947 : L'Archipel  Lenoir d'Armand Salacrou, mise en scène Charles Dullin, théâtre Montparnasse.
- 1949 : L'Archipel  Lenoir d'Armand Salacrou, mise en scène Charles Dullin, théâtre des Célestins.
- 1949 : La Marâtre d'Honoré de Balzac, mise en scène Charles Dullin, théâtre des Célestins.
- 1949 : L'Avare de Molière, mise en scène Charles Dullin, théâtre des Célestins.
- 1953 : Sur la terre comme au ciel de Fritz Hochwälder, mise en scène Jean Mercure, théâtre des Célestins.
- 1954 : Un nommé  Judas de Pierre Bost et Claude-André Puget, mise en scène Jean Mercure, Comédie-Caumartin.
- 1955 : Un nommé Judas de Pierre Bost et Claude-André Puget, mise en scène Jean Mercure, théâtre des Célestins.
- 1956 : L'Ombre de Julien Green, mise en scène Jean Meyer, théâtre Antoine.
- 1957 : La Corniflorette d'André Ransan, mise en scène Jean-Jacques Daubin, théâtre Apollo.
- 1957 : L'Habit vert de Robert de Flers et Gaston Arman de Caillavet, mise en scène Marcel Cravenne [1].
- 1960 : Attila de Corneille, mise en scène Jean Serge, festival de Barentin.
- 1960 : La Fleur des pois d'Édouard Bourdet, mise en scène Jean Meyer, théâtre du Palais Royal.
- 1961 : OSS 117, mise en scène Robert Manuel, Les deux masques.
- 1964 : Richard III de Shakespeare, mise en scène Jean Anouilh  et Roland Piétri, théâtre Montparnasse.
- 1965 : Le Dossier Oppenheimer de Jean Vilar, mise en scène Jacques Mauclair, théâtre des Célestins.
- 1966 : Becket ou l'Honneur de Dieu de Jean Anouilh, mise en scène de l'auteur et Roland Piétri, théâtre Montparnasse.
- 1966 : L'Ordalie ou la Petite Catherine de Heilbronn  d'Heinrich von Kleist, mise en scène Jean Anouilh  et Roland Piétri, théâtre Montparnasse.
- 1967 : Partage de midi de Paul Claudel, mise en scène Jean-Louis Barrault, théâtre des Célestins.
- 1970 : Ne réveillez pas Madame de Jean Anouilh, mise en scène de l'auteur et Roland Piétri, Comédie des Champs-Élysées.
- 1970 : Tartuffe de Molière, mise en scène Fernand Ledoux.
- 1973 : Madame Sans Gêne de Victorien Sardou et Émile Moreau, mise en scène Michel Roux, théâtre de Paris.
- 1974 : Le Bossu de Paul Féval, mise en scène Jacques-Henri Duval, Théâtre des Célestins
- 1980 : Une drôle de vie de Brian Clark, mise en scène Michel Fagadau, théâtre des Célestins.
- 1981 : L'Avare de Molière, mise en scène Jean-Pierre André, Maison de la culture de Loire-Atlantique.
- 1982 : L'Avare de Molière, mise en scène Jean-Pierre André, Maison de la culture de Loire-Atlantique, théâtre de la Madeleine.
- 1983 : L'Avare de Molière, mise en scène Jean-Pierre André, théâtre de l'Atelier, théâtre de la Madeleine.
- 1984 : L'Avare de Molière, mise en scène Jean-Pierre André, théâtre de l'Atelier, théâtre des Mathurins.
- 1985 : L'Avare de Molière, mise en scène Jean-Pierre André, théâtre des Mathurins.
- 1987 : Iphigénie de Jean Racine, mise en scène Silvia Monfort, Carré Silvia-Monfort : Agamemnon.
- 1988 : Le Prince de Hombourg de Heinrich von Kleist, mise en scène Jacques Mauclair, théâtre Mouffetard.
- 1989 : Les Palmes de Monsieur Schutz  de Jean-Noël Fenwick, mise en scène Gérard Caillaud, théâtre des Mathurins.
- 1993 : Les Palmes de Monsieur Schutz  de Jean-Noël Fenwick, mise en scène Gérard Caillaud, théâtre de la Michodière.
- 1994 : Les Palmes de Monsieur Schutz  de Jean-Noël Fenwick, mise en scène Gérard Caillaud, théâtre des Mathurins.
- 1997 : Les Palmes de Monsieur Schutz  de Jean-Noël Fenwick, mise en scène Gérard Caillaud, théâtre de la Michodière.
- 1998 : L'Idiot d'après Fiodor Dostoïevski, mise en scène Jacques Mauclair et Gérard Caillaud, théâtre 14 Jean-Marie Serreau.
- 1999 : L'Idiot d'après Fiodor Dostoïevski, mise en scène Jacques Mauclair et Gérard Caillaud, théâtre de la Madeleine.
- 2001 : L'Idiot d'après Fiodor Dostoïevski, mise en scène Jacques Mauclair et Gérard Caillaud.

## Filmographie
- 1957 : En votre âme et conscience, épisode : L'Affaire Houet de  Claude Barma
- 1958 : En votre âme et conscience :  Les Traditions du moment ou l'Affaire Fualdès de Claude Barma
- 1961 : Dynamite Jack de Jean Bastia : Mc Grégor.
- 1965 : Le Roi Lear, téléfilm de Jean Kerchbron.
- 1966 : En votre âme et conscience, épisode : L'Affaire Bouquet de  Pierre Nivollet
- 1968 : Au théâtre ce soir : Baby Hamilton de Maurice Braddell et Anita Hart, mise en scène Christian-Gérard, réalisation Pierre Sabbagh, théâtre Marigny.
- 1973 : Au théâtre ce soir : La Reine galante d’André Castelot, mise en scène Michel Roux, réalisation Georges Folgoas, théâtre Marigny.
- 1973 : Lucien Leuwen, téléfilm de Claude Autant-Lara.
- 1973 : Les Nouvelles Aventures de Vidocq, épisode "La Bande à Vidocq" de Marcel Bluwal
- 1974 : Au théâtre ce soir : Madame Sans Gêne de Victorien Sardou et Émile Moreau, mise en scène Michel Roux, réalisation Georges Folgoas, théâtre Marigny.
- 1975 : Les Compagnons d'Eleusis de Claude Grinberg.
- 1977 : Les Enquêtes du commissaire Maigret, épisode : Maigret et Monsieur Charles de Jean-Paul Sassy.

## Doublage

### Cinéma

#### Films
- 1935[2] : Les 39 Marches : un voyageur de commerce (Jerry Verno)
- 1955 : Le Voleur du Roi : Jack (Roger Moore)
- 1956 : Les Échappés du néant : Dr Rittenhouse (Maurice Hill)
- 1958 : L'Ennemi silencieux : le volontaire voulant devenir un homme-grenouille (John Moffatt)
- 1958 : Le cauchemar de Dracula : Jonathan Harker (John Van Eyssen)
- 1958 : Tueurs de feux à Maracaibo : Lago Orlando (Michael Landon)
- 1959 : La Grande Guerre : Hernani Glacomazzi (Luigi Fainelli)
- 1961 : Le Roi des imposteurs : un homme du FBI (William Hudson) et le fonctionnaire du département État (Bob Hastings)
- 1967 : Les Douze Salopards : Major Max Armbruster (George Kennedy)
- 1967 : Le Shérif aux poings nus : Ward Kent (Don Galloway) et Cully (Ken Swofford)
- 1970 : Le Miroir aux espions : le commandant de bord (Frederick Jaeger)
- 1971 : Satan, mon amour : un invité à la soirée (Jeffrey Sayre)
- 1972 : Aguirre, la colère de Dieu : Armando (Armando Polanah)
- 1972 : Le Flingueur : l'interne (James Davidson)
- 1972 : La Tour du diable : Dr Simpson (Anthony Valentine)
- 1973 : Les Dix Derniers Jours d'Hitler : le général Wilhelm Burgdorf (Joss Ackland)
- 1974 : La Rançon de la peur : l'assistant de Grandi (Mario Piave)
- 1974 : L'Énigme de Kaspar Hauser : le pasteur Führmann (Enno Patalas) et un militaire[Qui ?]
- 1975 : Les Dents de la mer : le journaliste TV sur la plage (Peter Benchley) (1er doublage)
- 1975 : La Route de la violence : Davidson, le témoin[Qui ?]
- 1975 : Spécial Magnum : Alexander Fabian (Peter MacNeill) et le patron du bar[Qui ?]
- 1976 : Les Tsiganes montent au ciel : le comte Anton Szilagyi (Ion Sandri Scurea)
- 1977 : Les Duellistes : le chevalier de Rivarol (Alan Webb)
- 1978 : La Grande Menace : Mr Copley (John Normington) (1er doublage)
- 1980 : Le Bal de l'horreur : Dr Rupert Fairchild (David Gardner)
- 1981 : Les Bourlingueurs : Baker (Bruno Lawrence)
- 1984 : Signé : Lassiter : le sergent Allyce (Edward Peel)
- 1985 : Dangereusement vôtre : Dr Carl Mortner (Willoughby Gray)
- 1986 : Le Nom de la rose : Michel de Cesene (Leopoldo Trieste)
- 1986 : Les Coulisses du pouvoir : Wallace Furman (Fritz Weaver)
- 1996 : La Chasse aux sorcières : le juge Samuel Sewall (George Gaynes)
- 1997 : Meurtre à la Maison-Blanche : Paul Moran (Nicholas Pryor)

#### Films d'animation
- 2004 : Bionicle 2 : Les Légendes de Metru Nui : l'administrateur de Metru Nui, Turaga Dume.

### Télévision

#### Séries télévisées
- Columbo : 
  - 1976 : saison 6 épisode 1, Deux en un : Walter Gray (Frank Baxter)
  - 1977 : saison 6, épisode 3, Les surdoués : Mr. Wagner (George Sperdakos)
  - 1978 : saison 7, épisode 2, Meurtre à la carte : Crawford (Fred Holliday)
  - 1978 : saison 7, épisode 4, Jeu de mots : Dr. Eric Mason (Nicol Williamson)
  - 1989 : saison 8, épisode 1, Il y a toujours un truc : M. Harrow (Alan Fudge)
  - 1995 : saison 14, Une étrange association : Randall Thurston (William Bogert)
- 1980 : Le Renard : M. Heinecke (Peter Capell) (Saison 4, épisode 4 : La main morte)
- 1983-1993 : Côte Ouest :  Greg Sumner (William Devane).
- 1984 : V : les visiteurs : le docteur (Robert Dowdell) (Saison 2, épisode 12)
- Le Renard :
  - 1978 : Knut Breker (Heinz Baumann) (Saison 2, épisode 13 : L'héritage de Marholm)
  - 1984 : Me Fasold (Karl-Heinz Vosgerau) (Saison 8, épisode 8 : L'inconnu)
  - 1986 : Wolfgang Molten (Günter Lamprecht) (Saison 10, épisode 7 : Mort d'un gigolo )
- Inspecteur Derrick : 
  - 1977 : un policier des stups (Peter Gebhart)
  - 1984 : Jablonski (Sky Dumont), épisode 112 : « Jeux dangereux »
  - 1984 : Reis (Udo Thomer (de)) / Becke, un locataire (Balduin Baas (de)), épisode 114 : « Enquête parallèle »
  - 1989 : Kossler, un flic des stups (Holger Petzold (de)), épisode 174 : « La rose bleue »
  - 1989 : le Pasteur Bohl (Werner Schnitzer), épisode 181 : « Sursis »
  - 1990 : Mr Dorn (Peter Bongartz (de)), épisode 184 : « Guerre d'industrie »
  - 1994 : Erich Kolpe (Reinhard Glemnitz (de)), épisode 235 : « Fin du voyage »
  - 1995 : le directeur de la clinique (Günter Clemens (de)), épisode 243 : « L'indifférence »
- 1989-2001 : Hercule Poirot : 
  - Inspecteur Japp (Philip Jackson)
  - M. Shaw (David Quilter (en)), 1991, épisode Un million de dollars de bons volatilisés
- 1990-1991 : Twin Peaks : Andrew Packard (Dan O'Herlihy)
- 1992-1996 : Un drôle de shérif : Douglas Wambaugh (Fyvush Finkel)
- 1992-2002 : New York, police judiciaire :
  - John Blanchard (Edmund Genest) (1992 - Saison 2, épisode 13)
  - Peter Behrens (Tom O'Rourke) (1996-2001)
  - Bernard Arbitman (Gibby Brand) (1997)
  - Barry Nathanson (Ron Leibman) (2000)
  - Juge Nathaniel Berger (Stephen Berger) (2002)
  - Philip Clark (Richard M. Davidson) (2002)
  - M. Conley (2002)
- 1994 : Docteur Quinn, femme médecin : sénateur Eliot Moses (Lloyd Bochner)
- 1995 : X-Files aux frontières du réel saison 2 épisode 21 : prêtre
- 1997-2012 : Inspecteur Barnaby : George Bullard (Barry Jackson (en))
- 1997-2007 : Stargate SG-1 : 
  - Maître Bra'tac (Tony Amendola) (1997-2007)
  - le président Hayes (William Devane) (2004)
- 1997-1999 : Demain à la une : Bernie Hobson (William Devane)
- 1998 : JAG : Frank Burnett  (Jon Cypher)
- 1999 : Siska : Dr. Paul Mehring (Franz Hanfstingl (sv)) (Saison 2, ép. 12)
- 2000-2004 : Boston Public : Harvey Lipschultz (Fyvush Finkel)
- 2000 : New York Police Blues : Luciano Baca (Richard Libertini)
- 2001 : Queer as Folk : Jack Kinney (Lawrence Dane)
- 2001 : New York, unité spéciale : Stan Villani (Rob Leibman)
- 2001-2005 : Tout le monde aime Raymond : Frank Barone (Peter Boyle) (2e voix)
- 2002 : Buffy contre les vampires : Oncle Rory (Steven Gilborn)
- 2002-2004 : Le Drew Carey Show : Tony (Bill Cobbs)

#### Téléfilms
- 1972 : Un pigeon mort dans Beethovenstrasse : Mensur (Anton Diffring) et un sénateur américain au téléphone[Qui ?]
- 1981 : La Chartreuse de Parme : le général Fontana (Franco Ressel)
- 1996 : Les Voyages de Gulliver : Dr Parnell (Robert Hardy).
- 1997 : La Météorite du siècle : Dr Kyle Sorenson (William Devane).

### Jeux vidéo
- Crysis.
- Hellgate: London.